# NGC 6353
NGC 6353 — тройная звезда в созвездии Геркулес.
Этот объект входит в число перечисленных в оригинальной редакции «Нового общего каталога».